# Ajmonia procera
Ajmonia procera là một loài nhện trong họ Dictynidae.
Loài này thuộc chi Ajmonia. Ajmonia procera được Wladislaus Kulczynski miêu tả năm 1901.